# SP 카일룬고
SP 카일룬고(이탈리아어: S.P. Cailungo)는 보르고마조레를 연고로 하는 산마리노의 축구 클럽이다. 현재는 캄피오나토 산마리노 디 칼초에 참가하고 있다.

## 성적
- 산마리노 연방 트로피 3회 우승 (2002)